# Каринотетраодоны
Каринотетраодоны (лат. Carinotetraodon) — род пресноводных лучепёрых рыб из семейства иглобрюховых. Представители рода распространены в Южной и Юго-Восточной Азии. Длина тела составляет от 3,5 (Carinotetraodon travancoricus) до 6 см (Carinotetraodon lorteti). Продаются в качестве аквариумных рыбок.

## Классификация
На декабрь 2019 года в род включают 6 видов:
- Carinotetraodon borneensis (Regan, 1903)
- Carinotetraodon imitator Britz & Kottelat, 1999
- Carinotetraodon irrubesco H. H. Tan, 1999
- Carinotetraodon lorteti (Tirant, 1885)
- Carinotetraodon salivator K. K. P. Lim & Kottelat, 1995
- Carinotetraodon travancoricus (Hora & K. K. Nair, 1941)